# Houkat
'Houkat, Houqat ou Houkas selon la prononciation ashkénaze (חקת — héb. pour “statut” ou “décret,” le neuvième mot, et premier distinctif de la parasha) est la 39e section hebdomadaire du cycle annuel de lecture de la Torah et la sixième du Livre des Nombres.
Elle correspond à Nombres 19:1-22:1.
Les Juifs de la Diaspora la lisent généralement en fin juin ou en juillet.
Le calendrier juif luni-solaire comprend jusqu'à 54 semaines, le nombre exact variant selon les années, "pleines" ou "défectives". Dans les années avec plus de semaines (par exemple, 2008 et 2012), la parashat Houkat est lue indépendamment. Dans les années avec moins de semaines (par exemple, 2006 et 2009), la lecture de la Torah combine cette parasha et la suivante, Balak, afin d'atteindre le nombre de lectures hebdomadaires requis.

Une vache rouge (“La Vache du Monde”, tableau de Franz Marc)

## Résumé
Dieu prescrit à Moïse et à Aaron le "décret de la Torah" ('Houkat HaTorah), de fabriquer une eau purificatrice à partir des cendres d'une génisse rouge, qui seule a la propriété de purifier du contact d'un cadavre d'une personne. 
Myriam meurt, et le peuple manque rapidement d'eau. Moïse en fait jaillir en frappant un rocher, alors que Dieu lui avait dit de lui parler. Pour cela, lui et Aaron n'entreront pas dans la terre promise.
Le peuple se met en route vers la terre d'Israël, mais les Édomites leur en refusent l'entrée, et ils  effectuent  un détour par l'est sans entrer en guerre contre les descendants de Esaü/Essav, frère de Jacob/Yaacov.
Aaron meurt et le peuple se révolte à nouveau. Dieu envoie contre eux des serpents, et les guérit de leur morsure grâce au Nehoushtan, un serpent d'airain. 
Les enfants d'Israël demandent à traverser pacifiquement le pays des Amoréens, mais ceux-ci le leur refusent, et leur déclarent la guerre, avant d'être vaincus.

### Divisions de la parasha lors de la lecture complète
La lecture de la parasha à la synagogue le sabbath est traditionnellement divisée en sept sections, pour lesquelles un membre différent de la congrégation est appelé à lire. La première lecture, le rishon, échoit traditionnellement à un cohen, la seconde, appelée sheni, à un levi, les suivantes à un israël (ni cohen ni levi). La septième section comporte une sous-section, le maftir, qui est lu par la personne qui lira ensuite la haftara.
Les sections de la parashat 'Houkat sont:
- rishon:
- sheni:
- shlishi:
- revi'i:
- hamishi:
- shishi:
- shevi'i:
  - maftir:

### Divisions de la parasha lors de la lecture abrégée
Une lecture publique de la parasha fut instaurée par Ezra le Scribe le lundi et le jeudi à la synagogue. Cette lecture, sensiblement plus courte, ne comprend que trois sections, la première réservée au cohen, la seconde au levi, la troisième à un israël
- Section du cohen: Bemidbar[3]
- Section du levi: Bemidbar[3]
- Section de l'israël: Bemidbar[3]

### Maqam
Un maqam est un système de modes musicaux utilisé dans la musique arabe mélodique classique. Les juifs originaires des pays orientaux (Afrique du Nord, Syrie) s'en sont inspirés, et adaptent la mélodie de la liturgie du Shabbat en fonction du contenu de la parasha de cette semaine. Ils emploient 10 maqam différents, possédant chacun son usage propre.
Le maqam utilisé lors du sabbath au cours duquel on lit la parashat Houkat est le Maqam Hosseni, du fait de la beauté du moment du Don de la Torah. Lorsque la lecture de la parashat Houkat est combinée avec celle de la parshat Balak, le Maqam utilisé est celui de la parashat Balak, Mahour, du fait de la frustration de Bil'am.

## Commandements
La Torah comporte, selon la tradition rabbinique, 613 prescriptions. Différents sages ont tenté d'en établir un relevé dans le texte biblique.
Selon l'un de ces computs les plus célèbres, le Sefer Hamitzvot de Moïse Maïmonide, la parashat 'Houqat comporte une prescription positive, celle de préparer une génisse rouge afin que ses cendres puissent servir à purifier les personnes qui se sont souillées au contact d'un mort ( 19,9.)
Toutefois, le Sefer HaHinoukh considère que cette mitzva est la réunion de 3 prescriptions positives :
- La vache rousse ( 19,2.)
- Le précepte concernant l'impureté émanant d'un mort ( 19,14.)
- Le précepte de l'"eau lustrale" (mei nidda), qui rend impur celui qui est pur et purifie celui qui s'est rendu impur par un mort ( 19,19.)

## Haftara

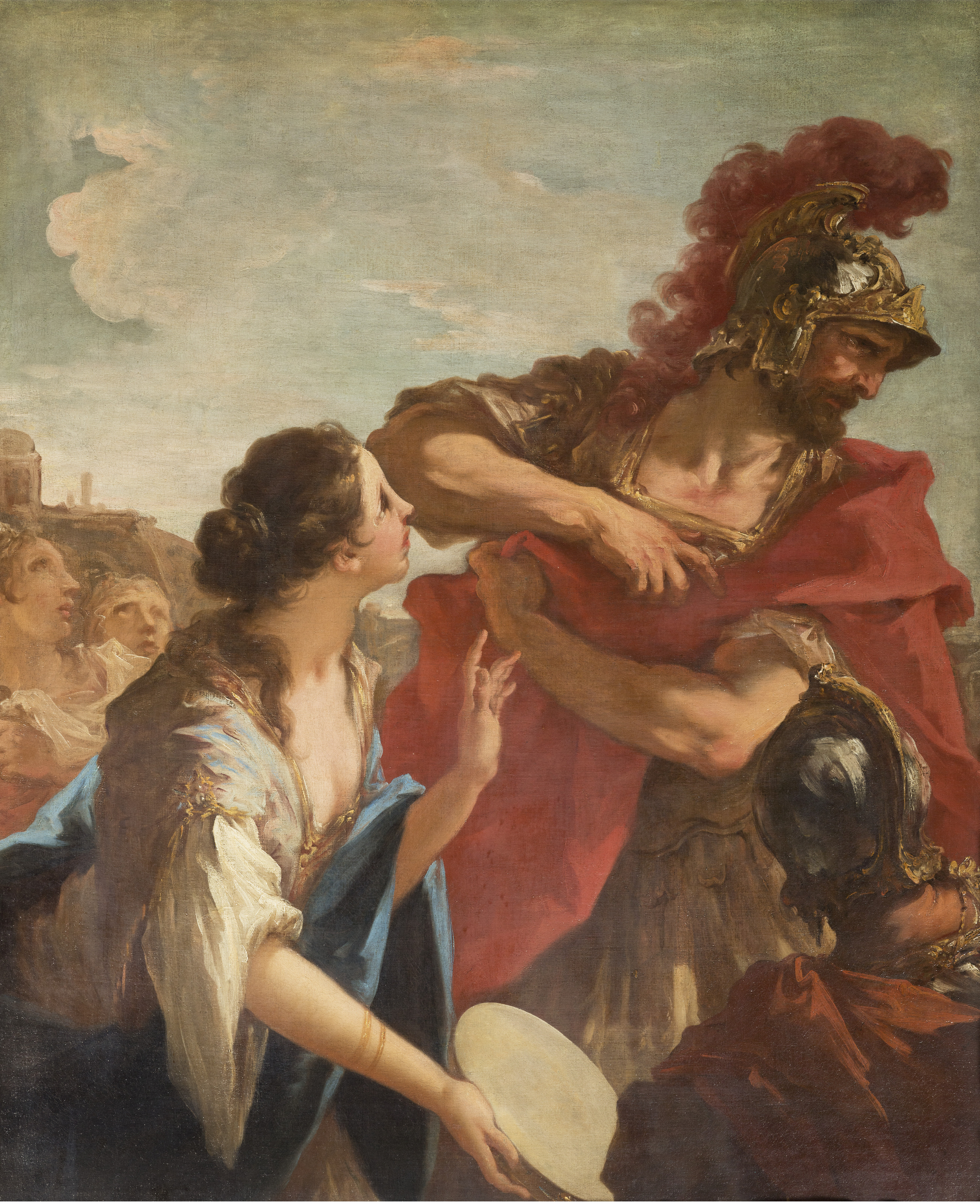
Le Retour de Jephthé (tableau de Giovanni Antonio Pellegrini)

La haftara est une portion des livres des Neviim ("Les Prophètes") qui est lue publiquement à la synagogue après la lecture de la Torah. Elle présente généralement un lien thématique avec la parasha qui l'a précédée.

### Haftara de la parashat 'Houqat
La haftara de la parashat 'Houqat, lorsque celle-ci est lue indépendamment et ne coïncide pas avec une occasion particulière, est Juges 11:1–33. Comme dans la parasha, un dirigeant envoie une délégation diplomatique afin d'éviter la guerre avec des peuplades voisines du peuple d'Israël (Jg 11,12–27.) Le message de Jephté aux Ammonites (Jg 11,17–20) évoque d'ailleurs l'ambassade de Moïse  20,14–17;21:21–22.)
Comme dans la parasha, les hostilités sont tout de même engagées et se concluent à l'avantage d'Israël (Jg 11,20–22). Comme dans la parasha, des vœux sont prononcés: Jephté fait vœu de consacrer la première personne qui vient vers sa maison à sa rencontre si Dieu lui livre les Ammonites (Jg 11,30–31.) La haftara s'achève juste avant les versets qui annoncent l'arrivée de la fille de Jephté, première à venir à sa rencontre (Jg 11,34–35.)

### Haftara de 'Houqat–Balak
Lorsque ces deux parashiyot sont combinées (comme c'est le cas en 2009), la haftara lue est celle de la parashat Balak, Michée 5:6–6:8.

### Haftara de Shabbat Rosh Hodesh
Lorsque la parashat 'Houqat coïncide avec le Shabbat Rosh Hodesh (sabbath de la néoménie, comme c'est le cas en 2011 et 2014), la haftarah est Isaïe 66:1–24.